# Assane Tall
Assane Tall (né le 1er janvier 1950 à Ziguinchor) est un footballeur sénégalais qui évoluait au poste de milieu de terrain.
Il effectue la majeure partie de sa carrière au GFC Ajaccio en Division 2.

## Biographie

### En club
Assane Tall commence sa carrière à Montélimar en 1972 et inscrit 5 buts pour sa première saison en Division 2. 
Lors de la saison 1975-1976, il signe en faveur du Gazélec Ajaccio où il reste six saisons et inscrit 34 buts en Division 2.  En deux cents parties toutes compétitions confondues, il marque à quarante-et-une reprises, faisant de lui le meilleur buteur de l'histoire des gaziers.
Il termine sa carrière à Corbeil-Essonnes en 1984.